# Kosowiec (województwo warmińsko-mazurskie)
Kosowiec (niem. Kollogienen, 1926–1945 Modersohn) – osada leśna w Polsce, położona w województwie warmińsko-mazurskim, w powiecie mrągowskim, w gminie Piecki.
W latach 1975–1998 miejscowość należała administracyjnie do województwa olsztyńskiego.